# 소아암

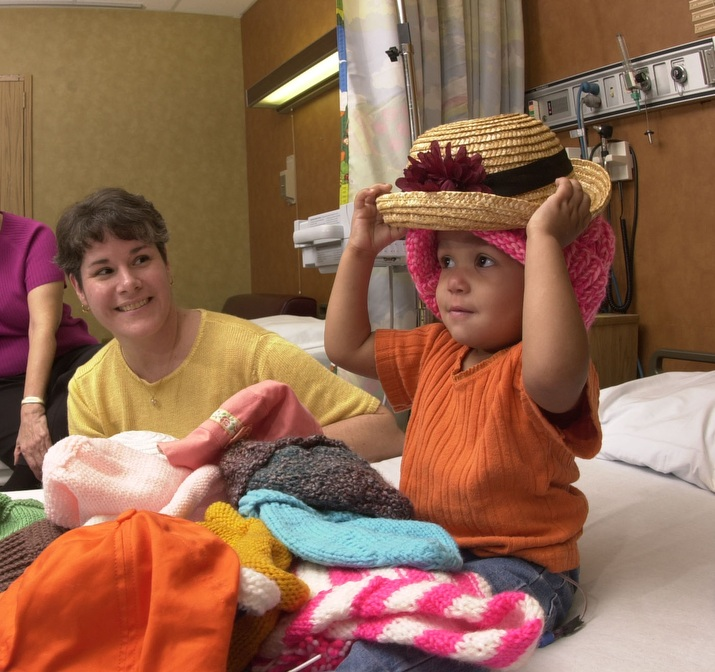
빌름스 종양에 대한 화학요법을 거친 이후 모자를 쓰고 있는 한 여자아이

소아암(小兒癌, Childhood cancer)은 소아에게서 발병하는 암이다. 소아암 발병 사례 중 약 80%는 현대 의학 치료와 최적의 환자 관리 덕분에 성공적으로 치료될 수 있다. 그러나 암 진단을 받은 어린이의 약 10%만이 필요한 치료와 관리가 가능한 고소득 국가에 거주한다. 소아암은 소아와 성인에서 진단되는 모든 유형의 암 중 약 1%에 불과하다. 이러한 이유로 소아암은 통제 계획에서 종종 무시되어 저소득 및 중간 소득 국가에서 관리 및 진단의 기회를 놓치는 부담 요소로 작용한다.
미국에서 임의로 채택된 연령 기준은 0~14세, 즉 14세 11.9개월까지이다. 그러나 소아암의 정의에는 때때로 15세에서 19세 사이의 청소년이 포함된다. 소아종양학은 어린이의 암을 진단하고 치료하는 의학의 한 분야이다.